# Jan Steklík
Jan Steklík (5. června 1938 Ústí nad Orlicí – 11. listopadu 2017 Ústí nad Orlicí) byl český výtvarník, grafik, ilustrátor, malíř, kreslíř, vizuální básník a performer. Spolu s Karlem Neprašem vedl Křižovnickou školu čistého humoru bez vtipu. 

## Život a dílo
V rodném Ústí nad Orlicí studoval v polovině padesátých let na Střední průmyslové škole textilní, kterou nedokončil kvůli trojce z chování za   pouštění jazzových desek ve školním rozhlase. Nastoupil tedy do propagace  pardubického podniku Kniha, ale věnoval se zejména vlastní tvorbě, kde  našel svůj vlastní autorský rukopis, charakterizovaný poetickou hravostí, vtipem, jemným intelektuálním humorem a subtilní výrazovou formou. 
Jeho počátky byly v duchu informelu. V roce 1963 v dnes již neexistující pražské hospodě U Křižovníků spolu se sochařem Karlem Neprašem založil umělecké uskupení Křižovnická škola čistého humoru bez vtipu, která se nesla v duchu recesistické poetiky. V roce 1969 uskutečnil jednu z prvních landartových akcí u nás, po níž následovaly další landartové a happeningové projekty s výrazným sociálním rozměrem. Zapojil se jimi i do hnutí Fluxus, čímž dostaly mezinárodní kontext.
Kromě své křižovnické aktivity spolupracoval až do jeho zániku v roce 1970 s časopisem Host, kam dodával drobné perokresby.  I když měl od 70. let omezené možnosti veřejné prezentace (v letech 1970–1989 uspořádal v Československu jen něco přes 10 výstav), v podstatě po celou dobu byl schopen se skromně uživit volnou tvorbou a fotografováním. 
Po procesu s Plastiky a vzniku Charty 77 byla rozehnána i Křižovnická škola, řada lidí z jeho nejbližšího okruhu emigrovala nebo byla vystavena tlaku Státní bezpečnosti. Steklík odešel v 80. letech z Prahy do Brna, kde spolupracoval s ekologickými časopisy (Věda a život, Veronica) a dočkal se zde pádu režimu. I nadále tvořil jako skrytý "poeta všednosti", vizuální básník a lyrický konceptualista, vystavoval a ilustroval knihy. Dlouhá léta patřil k okruhu brněnského konceptuálního společenství okolo Jiřího Valocha.
Jan Steklík zemřel náhle 11. prosince 2017 ve svém domově v Ústí nad Orlicí, v blízkosti manželky Marie Steklíkové. 
In memoriam obdržel Cenu města Brna za rok 2017.

## Výstavy

### Samostatné výstavy
2018
- Steklík, Dům umění, Brno [4]
- Jan Steklík (1938 – 2017), Orlická galerie, Rychnov nad Kněžnou
- Jan Steklík, Kulturní centrum, Česká Třebová
- Steklík a hosté: 80 / Pocty a kresby, Malá scéna, Ústí nad Orlicí
- Čára předělu: věnováno Janu Steklíkovi, Galerie města Blanska, Blansko

2017
- Steklej humor, Marienbad Film Festival, Mariánské Lázně

2016
- Jan Steklík, Kavárna Švanda, Brno;
- Jan Steklík a Josef Daněk: Tma a uhlí, Art Space NOV, Pardubice

2015
- Partitury, Místogalerie, Brno

2014
- Práce na papíře, Galerie Středočeského kraje, Kutná Hora;
- Pocta Karlovi Neprašovi, Topičův Salon, Praha;
- Partitury pro možnou hudbu neboli každou příležitost (spolu s Annegret Heinl), Památník Leoše Janáčka, Brno

2013
- Jan Steklík & Karel Nepraš, Annegret Heinl, Helena Wilsonová, Městské muzeum / Klub Modrý trpaslík, Česká Třebová;
- Jan Steklík & Annegret Heinl: Výlet do Broumova, Městská knihovna, Broumov

2010
- Jan Steklík – Tomáš Skalík: Double Duel, Komunikační prostor Školská, Praha

2009
- Kravaty, houby pro Johna Cage, Galerie Albertovec, Štěpánkovice-Albertovec;
- Jan Steklík / Annegret Heinl: Partitury a věže, Městská knihovna, Polička

2008
- Jan Steklík / Ladislav Plíva, Galerie pod radnicí, Ústí nad Orlicí;
- Jan Steklík: Umění hry, Horácka galerie výtvarného umění, Nové Město na Moravě;
- Kravaty-Houby pro Johna Cage & Chlupatý párky, Klub Modrý trpaslík, Česká Třebová;
- Jan Steklík: Umění hry, Dům umění, Opava;
- Annegret Heinl / Jan Steklík: Winter Garden for 34 Days, Dům umění, Opava

2007
- Jan Steklík: Umění hry, Galerie moderního umění, Hradec Králové

2006
- Annegret Heinl & Jan Steklík: Obrazy a kresby, Galerie U mistra s palmou, Náchod

2005
- Annegret Heinl & Jan Steklík opouštějí Dům umění pomocí Ariadnina provazu, Dům umění, Opava;
- Jan Steklík – Marian Palla: Vodovodní umění, Dům umění, Opava

2004
- Lamr & Jan Steklík, Galerie města Trutnova, Trutnov

2003
- Annegret Heinl / Jan Steklík: Ve staré lékárně, Galerie FONS, Pardubice;
- Jan Steklík / Annegret Heinl / Karel Nepraš: Něco z Křížovnické školy, Pouzdřany;
- Annegret Heinl / Ben Patterson / Jan Steklík: 1 + 1 + 1 = Feeling + Imagination + Action, Galerie Ungula, Praha

2002
- Jan Steklík / Annegret Heinl: Kamenný koberec, Dům umění, Opava;
- Jan Steklík / Annegret Heinl, Antikvariát – Galerie Ungula, Praha

2001
- Jiří Lacina / Jan Steklík: Sonda do paměti a zpět, Studio Paměť, Praha;
- Annegret Heinl a Jan Steklík: Výlet do Opavy, Dům umění, Opava

2000
Annegret Heinl / Jan Steklík: Doubles, Galerie Kunstgewinn, Kolín nad Rýnem
1999
- Jan Steklík / Vítězslav Švalbach: Novinová kresba a typografie, Galerie U Dobrého pastýře, Brno

1998
- Karel Nepraš & Jan Steklík: K. Š., Galerie Ještěr, Česká Třebová;
- Annegret Heinl / Jan Steklík, Kolowratský zámek, Rychnov nad Kněžnou;
- Karel Nepraš / Jan Steklík, Galerie ve dvoře, Veselí nad Moravou;
- Jan Steklík: Kresby, Galerie pod radnicí / Litomyšlská brána, Ústí nad Orlicí / Vysoké Mýto

1997
- Sopko – Nepraš – Steklík, Dům umění, Zlín;
- Hry Jana Steklíka, Minigalerie Výzkumného ústavu veterinárního lékařství, Brno;
- Karel Nepraš a Jan Steklík, Městské muzeum, Broumov;
- Karel Nepraš a Jan Steklík, Centrum experimentálního divadla, Brno

1995
- Jan Steklík: Ilustrace pro Orlické noviny, Roškotovo divadlo, Ústí nad Orlicí

1994
- Koláže, kresby a dokumentace akcí, Státní galerie, Zlín;
- Projekt kosmického pivovaru, Galerie U dobrého pastýře, Brno;
- Karel Nepraš & Jan Steklík: K. Š., Špálova galerie / Galerie Ve dvoře / Galerie Aspekt / Dům umění, Praha / Veselí nad Moravou / Brno / Opava

1992
- Jan Steklík K. Š.: Breastworks, Czechoslovak Centre, Leeds;
- Nakladatelství Host, Brno

1991
- Informální kresby a koláže Jana Steklíka, Středočeská galerie, Praha

1989
- Jan Steklík / Petr Veselý, Okresní kulturní středisko / Studio, Klub mladých, Blansko / Opava;
- Jan Steklík: Hry, KSMB, Blansko

1988
- Jan Steklík: Prostor 3 – Čára, Galerie H, Kostelec nad Černými lesy

1987
- Jan Steklík, Dům umění, Brno;
- Galerie Drogerie Zlevněné zboží, Brno;
- Kulturní klub, Rakvice

1986
- Aleš Lamr / Jan Steklík, Výzkumný ústav ČSAV, Praha 8

1985
- Jan Steklík / Dezider Tóth, Městské kulturní středisko SKN, Brno;
- Žena v umění (s Karlem Neprašem), Ústav makromolekulární chemie ČSAV, Praha;
- Naděžda Plíšková / Jan Steklík: Něha, Vysokoškolský klub, Brno

1983
- Karel Nepraš / Jan Steklík, Městské kulturní středisko S. K. Neumanna, Brno

1982
- Jan Steklík: Střihy, Městské kulturní středisko, Český Těšín

1981
- Jan Steklík, Jednotné kulturní zařízení, Valašské Meziříčí;
- Jánské Koupele u Opavy

1979
- Klub Kafemlejnek, Jihlava

1978
- Jan Steklík: Kresby – Hry, Okresní kulturní středisko, Blansko

1977
- Minigalerie VÚVL, Brno

1975
- Lamr / Steklík: Obrazy, sochy, kresby, objekty, fotografie, Klub přátel výtvarného umění, Česká Třebová

1973
- Aleš Lamr / Jan Steklík, Galerie českého svazu ovocnářů a zahrádkářů, Praha

1972
- Karel Nepraš, KŠ / Jan Steklík, KŠ, Dům umění města Brna, Brno

1970
- Ňadrovečeře, Oblastní galerie Liberec

1969
- Václav Chochola / Jan Steklík, Okresní vlastivědné muzeum, Blansko

1968
- Karel Nepraš / Jan Steklík, Dům umělců, Hradec Králové;
- Karel Nepraš / Jan Steklík, 10. Haškova Lipnice, Lipnice

1967
- Karel Nepraš / Jan Steklík, Klub Moravského muzea, Brno;
- Karel Nepraš / Jan Steklík: Kresby a koláže, Minigalerie Čs. spisovatele, Brno

1964
- Jirásek / Nepraš / Steklík: Nálezy, OD Pardubice

1961
- Karel Nepraš / Pavel Fiala / Jan Steklík: Autostop beze slov, Divadlo Na zábradlí, Praha;
- Karel Nepraš / Jan Steklík, Výstavní síň Za pasáží, Pardubice

1960
- Jan Steklík / Jiří Toman: Komorní divadlo, Pardubice

### Skupinové výstavy
2018
- Okno před záclonou, Oblastní galerie Vysočiny, Jihlava

2017
- Annegret Heinl, Jan Steklík, Aleš Lamr jako host, Partitury pro Gustava Mahlera, Dům Gustava Mahlera, Jihlava

- Heinl – Kyncl – Steklík: Three in One. Fons Gallery, Pardubice

2016
- Relax, Ben. Dům umění města Brna, Brno;

- Partitury ze života, Místogalerie, Brno

2015
- Křižovnická škola čistého humoru bez vtipu, Galerie moderního umění, Roudnice nad Labem;

- Partitury pro možnou hudbu neboli každou příležitost, Galerie Maldoror, Praha

2014
- Druhotvary IV, Památník Leoše Janáčka, Brno;
- Jennifer DeFelice, Annegret Heinl, Tomáš Skalík, Jan Steklík, Galerie Cella a Hovorny, Opava;
- Vy troubo! pro Jiřího Koláře, Bílý zámek / Galerie Cella a Hovorny, Hradec nad Moravicí / Opava;
- Strom – pocta Jiřímu Pruchovi, Galerie Ceasar, Olomouc

2013
- Křižovnická škola čistého humoru bez vtipu a její akce na fotografiích Heleny Wilsonové, Galerie FONS, Pardubice

2012
- Křižovnická škola čistého humoru bez vtipu, Centrum současného umění DOX;
- Membra Disjecta for John Cage, MuseumsQuartier Wien / Centrum současného umění DOX / Galerie výtvarného umění, Vídeň / Praha / Ostrava;
- Kották (s Milanem Adamčiakem, Annegret Heinl a Benem Pattersonem), Magyar Műhely Galéria, Budapešť;
- Na houby / For John Cage, Gottfrei / Hovorny / Galerie Cella / Divadelní klub, Opava;
- Partitury pro každou příležitost (s Milanem Adamčiakem, Annegret Heinl a Benem Pattersonem), Muzeum a galerie Orlických hor, Rychnov nad Kněžnou

2011
- Partitury pro každou příležitost (s Annegret Heinl a Benem Pattersonem), Galerie FONS, Pardubice

2010
- Hermész füle, Millenáris, Piros-Fekete Galéria, Budapešť;
- 1 Věž – 4 Věžníci, Novoměstská radnice, Praha

2009
- Stopy ohně, Galerie výtvarného umění, Ostrava;
- 1 Turm – 4 Türmer, Museum Zündorfer Wehrturm, Kolín nad Rýnem;
- Igor Kalný / Otis Laubert / Monogramista T. D. / Jan Steklík: Štvorvýstava, Galéria mesta Bratislavy, Bratislava

2008
- Jan Zuziak: 64 entomologických krabic, Kavárna Švanda, Brno;
- Znova doma s přáteli (Orlický salon 08), Muzeum a galerie Orlických hor, Rychnov nad Kněžnou

2007
- Hermész füle, Magyar Műhely Galéria, Budapešť;
- Karel Nepraš a přátelé, Krajská galerie výtvarného umění, Zlín

2006
- Hermovo ucho, Dům umění / Nitrianska galéria, Opava / Nitra;
- His Master’s Freud, Galerie Mona Lisa, Olomouc

2005
- IV. Nový zlínský salon 2005, Krajská galerie výtvarného umění, Zlín
- Nesting, Games in Nests - Annegret Heinl, Elžbieta Janczak Walaszek, Ben Patterson, Jan Steklík, Krzysztof Walaszek, Ján Macko, DG 307 - Wroclaw, 2005[5][6]

2004
- Arche Noah vom Rhein, Deutzer Brücke, Kolín nad Rýnem

2003
- Typewriting Aloud, Typos Allowed, Baltycka Galeria Sztuki Wspólczesnej, Slupsk;
- Annegret Heinl / Karel Nepraš / Ben Patterson / Jan Steklík: Walking from Here to There, Dům umění, Opava;
- Prazdroj české kultury: Umění inspirované pivem, Mánes, Praha

2002
- Annegret Heinl / Karel Nepraš / Ben Patterson / Jan Steklík: Walking from Here to There, Galerie Behémót, Praha;
- 300. Salon kresleného humoru, Malostranská beseda, Praha;
- Sound Off 2002: Typewriting Aloud, Typos Allowed, Galéria umenia, Nové Zámky;
- The Rosenberg Museum, Mains D’Oeuvres, Saint-Ouen;
- Objekt – Metamorfózy v čase, Moravská galerie, Brno

2001
- Mensch!, Anatomischen Institut der Universität Köln, Kolín nad Rýnem;
- Annegret Heinl / Karel Nepraš / Ben Patterson / Jan Steklík: Zusammenflüsse und Quellen / Soutoky a prameny, Galerie Gambit / Galerie Kunst Keller Klingelpütz, Praha / Kolín nad Rýnem;
- Ben Patterson / Jan Steklík / Annegret Heinl / Karel Nepraš: P.S. : H.N., Galerie Slováckého muzea, Uherské Hradiště

1999
- Umění čtyř nápojů, Památník národního písemnictví, Praha;
- Annegret Heinl / Karel Nepraš /Ben Patterson / Jan Steklík, Muzeum a galerie Litomyšl, Litomyšl;
- Annegret Heinl / Ben Patterson / Jan Steklík, Zámecká galerie / Kolowratský zámek, Opočno / Rychnov nad Kněžnou;
- Podoby sdělení, zámek Bystřice pod Hostýnem;
- The Rosenberg Museum, V2, Rotterdam;
- Zahnräder im Bauch, Alte Feuerwache / MeX / cuba, Kolín nad Rýnem / Dortmund / Münster

1998
- The Rosenberg Museum, Galéria K49 / Klub Bar-Oko, Nové Zámky;
- Česká koláž, Galleria Communate Del Arte Moderna Contemporanea, Řím

1997
- Česká koláž, Národní galerie / Galerie výtvarného umění, Praha / Ostrava

1994
- Tovaryšstvo malířské (s Vladimírem Kokoliou, Petrem Kvíčalou a Petrem Veselým), Galerie mladých / U dobrého pastýře, Brno

1992
- Tvary tónů, Galerie Josefa Matičky, Litomyšl;
- Umění akce, Mánes, Praha

1991
- Český informel: průkopníci abstrakce z let 1957–1964, Galerie Václava Špály, Praha;
- K. Š. – Křižovnická škola čistého humoru bez vtipu, Galerie moderního umění / Středočeská galerie, Hradec Králové / Praha

1990
- 90 autorů v roce ’90, Palác kultury, Praha;
- Offener Dialog: Eine Ausstellung Tsechoslowakischer Künstler aus Mähren, Künstlerforum, Bonn;
- Geometrie und Poesie (Chatrný – Rudolf – Sedláková – Steklík), Galerie Comenius, Drážďany

1989
- Krejcar / Meister / Nepraš / Steklík, Regionální muzeum, Kolín;
- Úsměv, vtip a škleb, Palác kultury, Praha;
- Con Amore – Brno, hrad Sovinec

1988
- Humor ʼ88, Krajská galerie, Hradec Králové;
- Karel Meister – fotografie, Karel Nepraš – plastiky, Jan Steklík – kresby, Galerie Fronta, Praha

1979
- 10 x 5 kreseb, Jednotné kulturní zařízení, Valašské Meziříčí

1978
- Konfrontace 20, Student klub, Brno

1977
- Haruyama / Kovanda / Langer / Miler / Mlčoch / Plíva / Richtr / Steklík / Ström / Štembera / Valoch, Vysokoškolský klub, Hradec Králové

1975
- Česká vizuální poezie, Institut průmyslového designu, Praha

1971
- Keramax, Dům umění města Brna / Okresní kulturní středisko, Brno / Blansko

1969
- Křižovnická škola čistého humoru bez vtipu: Crazy Horse Saloon, Paris & Ňadrovky, Závodní klub ROH ČKD, Blansko;
- 11 giorni di arte collectiva, Pejo;
- Partitury, Dům umění, Brno;
- Čs. surrealisté, Galerie Grande Jatte / Galerie 7, Brusel / Mons

1968
- Humorfestival, Heist-Duinbergen;
- Die Logik der dursichtigen Nacht, Čs. surrealisté, Kunstamt, Berlín-Wilmersdorf

1967
- Humoristické kresby, Galerie Havlíčkův Brod;
- Nová jména, Galerie D, Praha;
- 9. Haškova Lipnice

1966
- Wystawa prac czechoslowackich artystow plastykow, Muzeum Pomorza Środkowego, Koszalin;
- Výstava mladých, Moravská galerie, Dům Pánů z Kunštátu, Brno;
- Český kreslený humor, Berlín

1965
- Kreslený humor, Městské muzeum a galerie, Polička

1964
- Přehlídka čs. výtvarného umění „Rychnov 1964“, Zámek Rychnov nad Kněžnou

1962
- Kreslená hudba, Divadlo hudby, Praha;
- Konfrontace mladých, Klub Mánes, Praha

1961
- Výstava obrazů a kreseb (Hajn, Lacina, Novotný, Procházka, Steklík), Výstavní síň mladých, Pardubice

## Ilustrace (výběr)
- Jan Skácel, Jedenáctý bílý kůň, 1964
- Dušan Šlosar, Jazyčník, 1985
- Oleg Sus, Estetické problémy pod napětím: meziválečná avantgarda, surrealismus, levice, 1992
- Zdeněk Kučera-Kunštátský, Chytristikon: Janem Steklíkem ilustrovaný soubor vzorových projevů, dopisů a žádostí ku praktické potřebě nejširších kruhů a v nejrůznějších případech, 1994

## Zastoupení ve sbírkách
- Národní galerie, Praha
- Moravská galerie, Brno
- Středočeská galerie, Praha (dnes Galerie Středočeského kraje, Kutná Hora)
- Muzeum umění, Olomouc
- Staatliche Kunstsammlungen Dresden, Drážďany, Německo
- Muzeum města Brna, Brno
- Městské muzeum, Ústí nad Orlicí
- Východočeská galerie, Pardubice
- Galerie moderního umění, Hradec Králové
- Státní galerie ve Zlíně, Zlín
- Horácka galerie výtvarného umění, Nové Město na Moravě
- Museum Kampa – sbírka Jana a Medy Mládkových, Praha
- Museo Internazionale della Caricatura, Tolentino, Itálie
- The Rosenberg Museum, Springwood, Austrálie
- Kolekcija Marinko Sudac, Záhřeb, Chorvatsko
- John-Cage-Orgel-Stiftung, Halberstadt, Německo